# William Byron (4e baron Byron)
Pour les articles homonymes, voir William Byron (homonymie) et Byron.
William Byron, 4e baron Byron (4 janvier 1669 – 8 août 1736) est un noble, homme politique, pair, gentleman of the bedchamber (en) du prince George du Danemark et artiste anglais.

## Biographie
Il est le fils de William Byron (3e baron Byron) et d'Elizabeth Chaworth. Il devient baron Byron en 1695 à la mort de son père.
Lord Byron est décédé le 8 août 1736. Son quatrième fils (William Byron, le plus âgé qui a survécu), lui succède.

## Famille

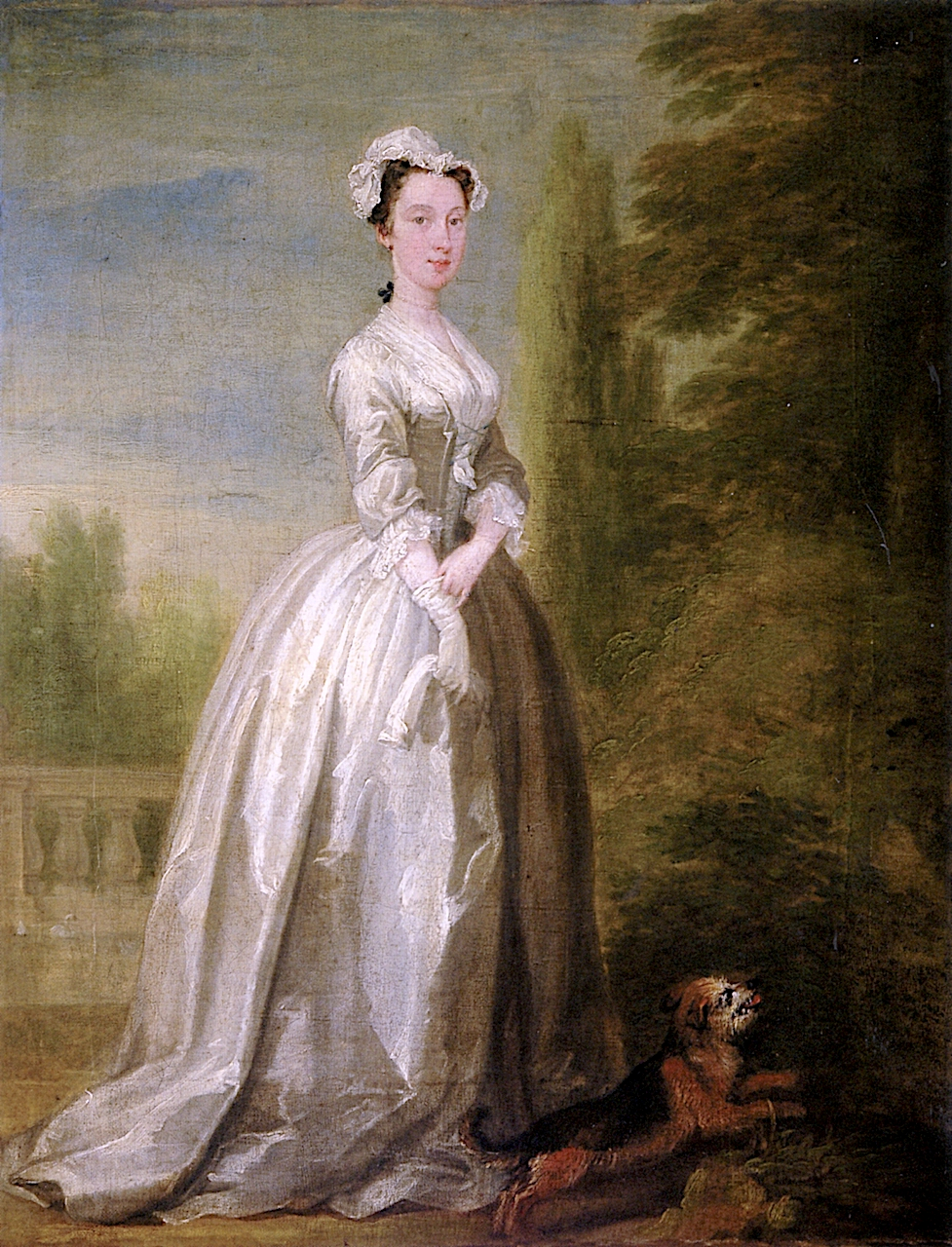
Frances, Lady Byron, de William Hogarth (1736).

Lord Byron épouse Mary Egerton, fille de John Egerton (3e comte de Bridgewater) et Jane Powlett, en 1702/3, mais ils n’ont pas d’enfants.
Il épouse Frances Wilhelmina Bentinck, fille de Hans Willem Bentinck (1er comte de Portland) et Anne Villiers, en 1706. Ils ont trois fils décédés dans leur enfance ou leur petite enfance et une fille décédée non mariée.
Frances Wilhelmina est décédée le 31 mars 1712. Il épouse en troisièmes noces Frances Berkeley, fille de William Berkeley (4e baron Berkeley de Stratton) et Frances Temple, en 1720. Ils ont cinq enfants:
- Isabella Byron (1721 – 22 janvier 1795), épouse de Henry Howard (4e comte de Carlisle)
- William Byron (5e baron Byron) (1722 – 1798)
- John Byron (1723 – 1786), amiral
- Richard Byron (1724-1811)
- George Byron (1730 – ? )

Frances se remarie avec Thomas Hay, baronnet de Alderston et est enterrée le 21 septembre 1757 à Twickenham, dans le Middlesex.